# Lycée militaire Heydar-Aliyev
Le lycée militaire Heydar-Aliyev (en azeri : Heydər Əliyev adına Hərbi Lisey) est une école publique spécialisée en sciences militaires située dans la ville de Nakhchivan dans la République autonome de Nakhtchivan. Le général de division Mahammad Hasanov est l'actuel chef du lycée. Près de 400 cadets étudient actuellement dans la branche lycée.

## Histoire
La branche Nakhitchevan du lycée militaire Jamshid-Nakhchivanski est créé par le décret du 13 mars 1998 du président Heydar Aliyev. En octobre 1999, le leader national participe à l'inauguration du nouveau bâtiment éducatif de la filiale.
Par décret du président de la République d'Azerbaïdjan, commandant en chef des forces armées, M. Ilham Aliyev, du 27 février 2004, la branche de Nakhitchevan du lycée militaire nommé d'après Jamshid Nakhchivansky est supprimée et le lycée militaire nommé d'après Heydar Aliyev est créé sur sa base.

## Activité
En décembre 2005, I. Aliyev visite le lycée. En juin 2019, le ministre turc de la Défense nationale Hulusi Akar rend visite au lycée aux côtés de son homologue azéri Zakir Hasanov.Il prend connaissance des conditions du lycée.
Les cadets du lycée participent à tous les défilés militaires en Azerbaïdjan, y compris les défilés nationaux à Bakou, tenant généralement des trompettes. En octobre 2017, le jour de l'indépendance, un défilé militaire se tient dans la capitale de la république en l'honneur du 25e anniversaire de la création de la première unité militaire azérie avec la participation du lycée. Un groupe de cadets du lycée dirigé par le major-général Mahammad Hasanov participe à un défilé de la victoire de Bakou de 2020.